# Station Andenne
Station Andenne is een spoorwegstation langs spoorlijn 125 (Namen - Luik) in de stad Andenne. Het ligt niet in het centrum van Andenne maar op de andere oever van de Maas, dicht bij het centrum van Seilles, een deelgemeente van de stad Andenne. Vroeger heette dit station Andenne-Seilles.
Sinds 1 maart 2024 zijn de loketten van dit station enkel in de week geopend tussen 7 en 10.15 uur.

## Treindienst
| Serie       | Treinsoort          | Route | Bijzonderheden                                                                                                  |
| ----------- | ------------------- | --- | --- |
| IC 18       | Intercity (NMBS)    | [ Doornik – Aat – ] Brussel-Zuid – Namen – Andenne – Luik-Guillemins – Luik-Sint-Lambertus                         | Rijdt alleen op werkdagen. Rijdt in de spits verder naar Doornik.                                               |
| IC 25       | Intercity (NMBS)    | Moeskroen – Doornik – Bergen – Charleroi-Centraal – Namen – Andenne – Luik-Guillemins – Herstal – Liers            | Rijdt in het weekend tussen Moeskroen en Liers.                                                                 |
| L 4950      | L-trein (NMBS)      | Luik-Guillemins – Hoei – Andenne – Namen                                                                           | |
| P 7480/8480 | Piekuurtrein (NMBS) | [ Hoei – Andenne – Namen ] / [ Herstal – Luik-Sint-Lambertus – Luik-Guillemins – [ Rivage – Gouvy ] / [ Statte ] ] | Rijdt alleen op werkdagen. Een trein vanuit Herstal naar Gouvy. Twee treinen per richting tussen Hoei en Namen. |

## Galerij

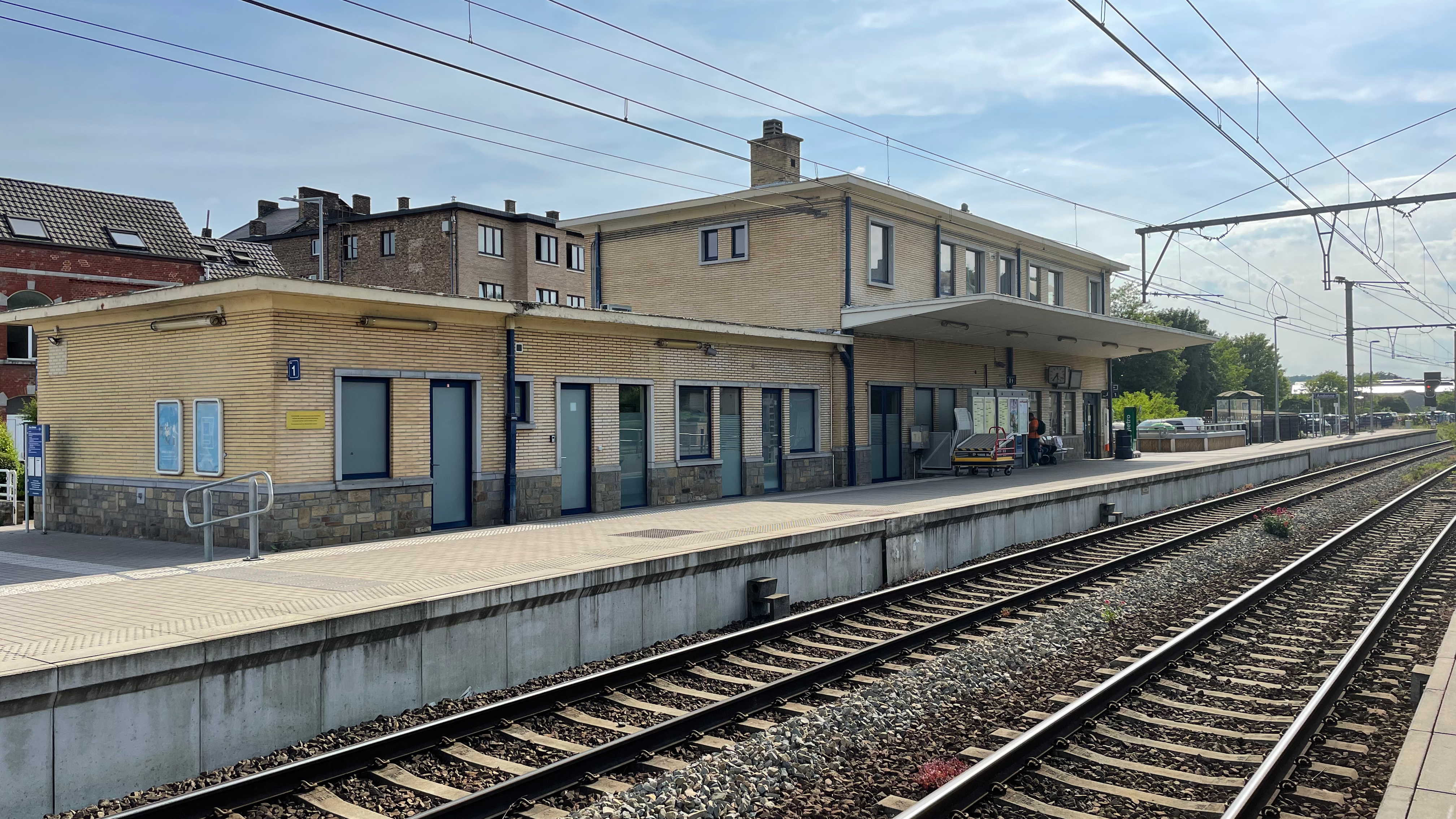
Het stationsgebouw
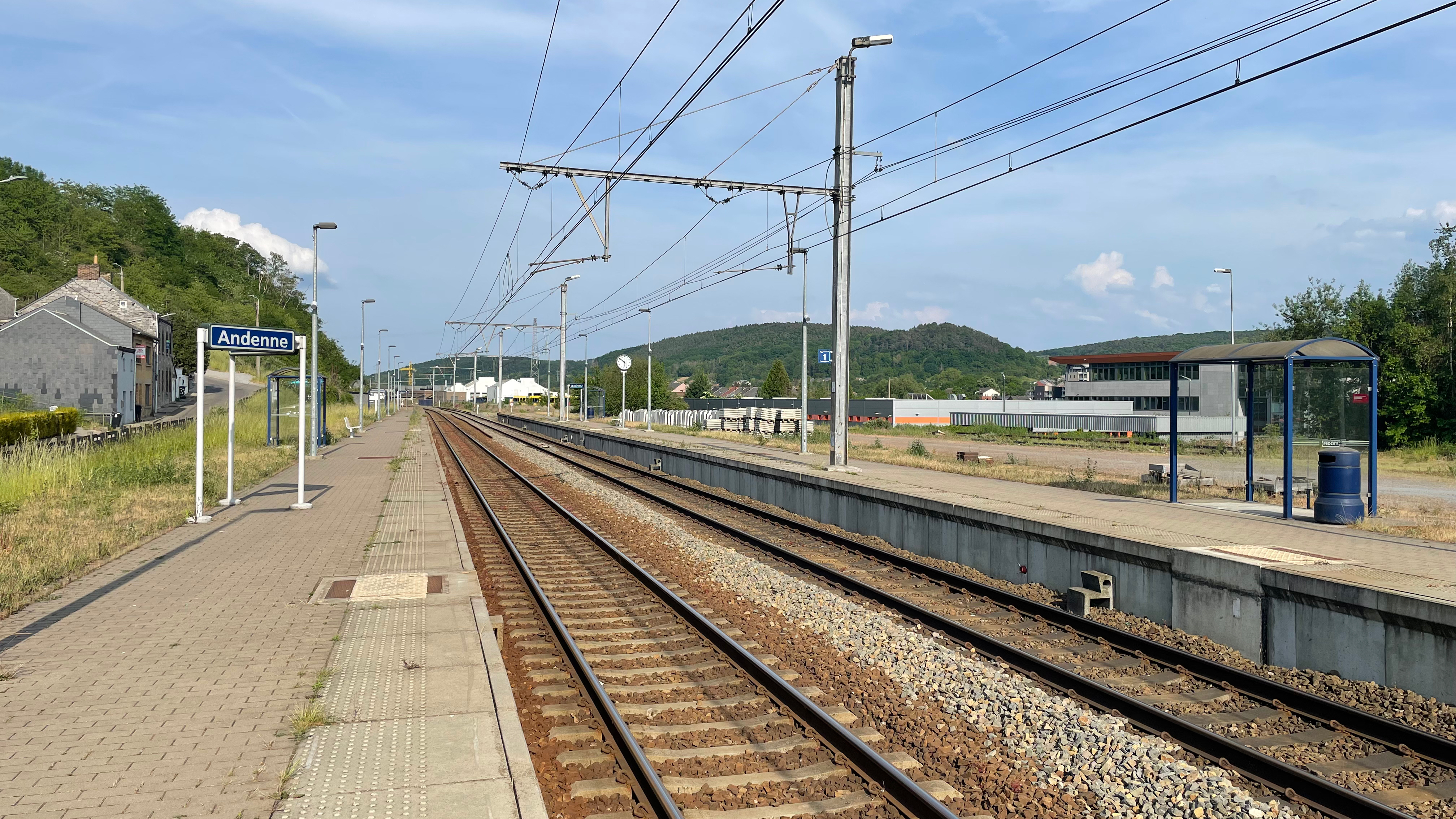
Zicht op het perron

## Reizigerstellingen
De grafiek en tabel geven het gemiddeld aantal instappende reizigers weer op een week-, zater- en zondag.
| Tabel: aantal instappende reizigers station Andenne Seilles | Tabel: aantal instappende reizigers station Andenne Seilles | Tabel: aantal instappende reizigers station Andenne Seilles | Tabel: aantal instappende reizigers station Andenne Seilles |
|                                                             | Weekdag                                                     | Zaterdag                                                    | Zondag                                                      |
| ----------------------------------------------------------- | ----------------------------------------------------------- | ----------------------------------------------------------- | ----------------------------------------------------------- |
| 1977                                                        | 1 113                                                       | 383                                                         | 290                                                         |
| 1978                                                        | 1 221                                                       | 358                                                         | 267                                                         |
| 1979                                                        | 1 360                                                       | 414                                                         | 346                                                         |
| 1980                                                        | 1 222                                                       | 362                                                         | 356                                                         |
| 1981                                                        | 1 431                                                       | 377                                                         | 412                                                         |
| 1982                                                        | 1 388                                                       | 488                                                         | 296                                                         |
| 1983                                                        | 1 385                                                       | 387                                                         | 293                                                         |
| 1984                                                        | 1 315                                                       | 324                                                         | 300                                                         |
| 1985                                                        | 1 237                                                       | 330                                                         | 401                                                         |
| 1986                                                        | 1 162                                                       | 306                                                         | 287                                                         |
| 1987                                                        | 1 042                                                       | 320                                                         | 329                                                         |
| 1988                                                        | 1 371                                                       | 417                                                         | 383                                                         |
| 1989                                                        | 1 167                                                       | 398                                                         | 365                                                         |
| 1990                                                        | 1 027                                                       | 383                                                         | 337                                                         |
| 1991                                                        | 1 056                                                       | 333                                                         | 325                                                         |
| 1992                                                        | 1 195                                                       | 376                                                         | 340                                                         |
| 1993                                                        | 974                                                         | 293                                                         | 287                                                         |
| 1994                                                        | 1 049                                                       | 338                                                         | 251                                                         |
| 1995                                                        | 960                                                         | 310                                                         | 267                                                         |
| 1996                                                        | 1 004                                                       | 305                                                         | 234                                                         |
| 1997                                                        | 1 038                                                       | 321                                                         | 255                                                         |
| 1998                                                        | 1 008                                                       | 346                                                         | 328                                                         |
| 1999                                                        | 1 112                                                       | 378                                                         | 258                                                         |
| 2000                                                        | 1 028                                                       | 426                                                         | 300                                                         |
| 2001                                                        | 1 213                                                       | 276                                                         | 264                                                         |
| 2002                                                        | 1 199                                                       | 426                                                         | 326                                                         |
| 2003                                                        | 1 054                                                       | 360                                                         | 272                                                         |
| 2004                                                        | 1 150                                                       | 336                                                         | 270                                                         |
| 2005                                                        | 1 189                                                       | 420                                                         | 310                                                         |
| 2006                                                        | 1 236                                                       | 437                                                         | 354                                                         |
| 2007                                                        | 1 414                                                       | 417                                                         | 326                                                         |
| 2008                                                        | -                                                           | -                                                           | -                                                           |
| 2009                                                        | 1 370                                                       | 462                                                         | 403                                                         |
| 2010                                                        | -                                                           | -                                                           | -                                                           |
| 2011                                                        | -                                                           | -                                                           | -                                                           |
| 2012                                                        | 1 408                                                       | 530                                                         | 432                                                         |
| 2013                                                        | 1 303                                                       | 572                                                         | 451                                                         |
| 2014                                                        | 1 575                                                       | 580                                                         | 464                                                         |
| 2015                                                        | 1 584                                                       | 451                                                         | 430                                                         |
| 2016                                                        | 1 642                                                       | 594                                                         | 369                                                         |
| 2017                                                        | 1 486                                                       | 510                                                         | 422                                                         |
| 2018                                                        | 1 615                                                       | 418                                                         | 420                                                         |
| 2019                                                        | 1 746                                                       | 499                                                         | 427                                                         |
| 2020                                                        | 1 082                                                       | 334                                                         | 367                                                         |
| 2021                                                        | -                                                           | -                                                           | -                                                           |
| 2022                                                        | 1 479                                                       | 849                                                         | 709                                                         |
| 2023                                                        | 1 651                                                       | 305                                                         | 333                                                         |
| 2024                                                        | 1 466                                                       | 420                                                         | 432                                                         |

0,0: Luik-Guillemins ·
1,1: Val-Benoît ·
2,9: Sclessin ·
5,1: Tilleur ·
6,4: Pont-de-Seraing ·
7,3: Jemeppe-sur-Meuse ·
9,3: Flémalle-Grande ·
10,0: Leman ·
11,2: Flémalle-Haute ·
12,3: Chokier ·
14,0: Aigremont ·
15,3: Engis ·
17,3: La Mallieue ·
18,8: Hermalle-sous-Huy ·
21,2: Haute-Flône ·
22,5: Amay ·
24,9: Ampsin ·
27,9: Corphalie ·
29,4: Hoei ·
30,4: Statte ·
32,7: Bas-Oha ·
35,7: Java ·
40,3: Andenne ·
41,7: Château-de-Seilles ·
46,5: Sclaigneaux ·
48,8: Namêche ·
51,5: Marche-les-Dames ·
54,7: Beez ·
57,1: Faubourg-Saint-Nicolas ·
59,5: Namen